# Jean-Karl Vernay
Jean-Karl Vernay (Villeurbanne, 31 ottobre 1987) è un pilota automobilistico francese, vincitore nella classe LMGTE Am della 24 Ore di Le Mans nel 2013. Ha vinto due volte il TCR International Series, nel 2018 e 2019, inoltre, nel 2010 ha trionfato nella Indy Lights.
Dal 2024 è pilota ufficiale dell'Isotta Fraschini correndo nel Mondiale Endurance con la Tipo 6 LMH, Hypercar del marchio italiano.

## Carriera
Nel 2005, Vernay esordisce in monoposto correndo e vincendo la Formula Campus Francese. Nei cinque anni successivi corre in diversi campionati di Formula 3 ottenendo nel 2009 il secondo posto nel Gran Premio di Macao dietro ad Edoardo Mortara. Nel 2010 il pilota francese si sposta negli Stati Uniti, partecipa alla Indy Lights con il team Sam Schmidt Motorsports. Vernay ottiene cinque vittorie e si laurea campione della serie.

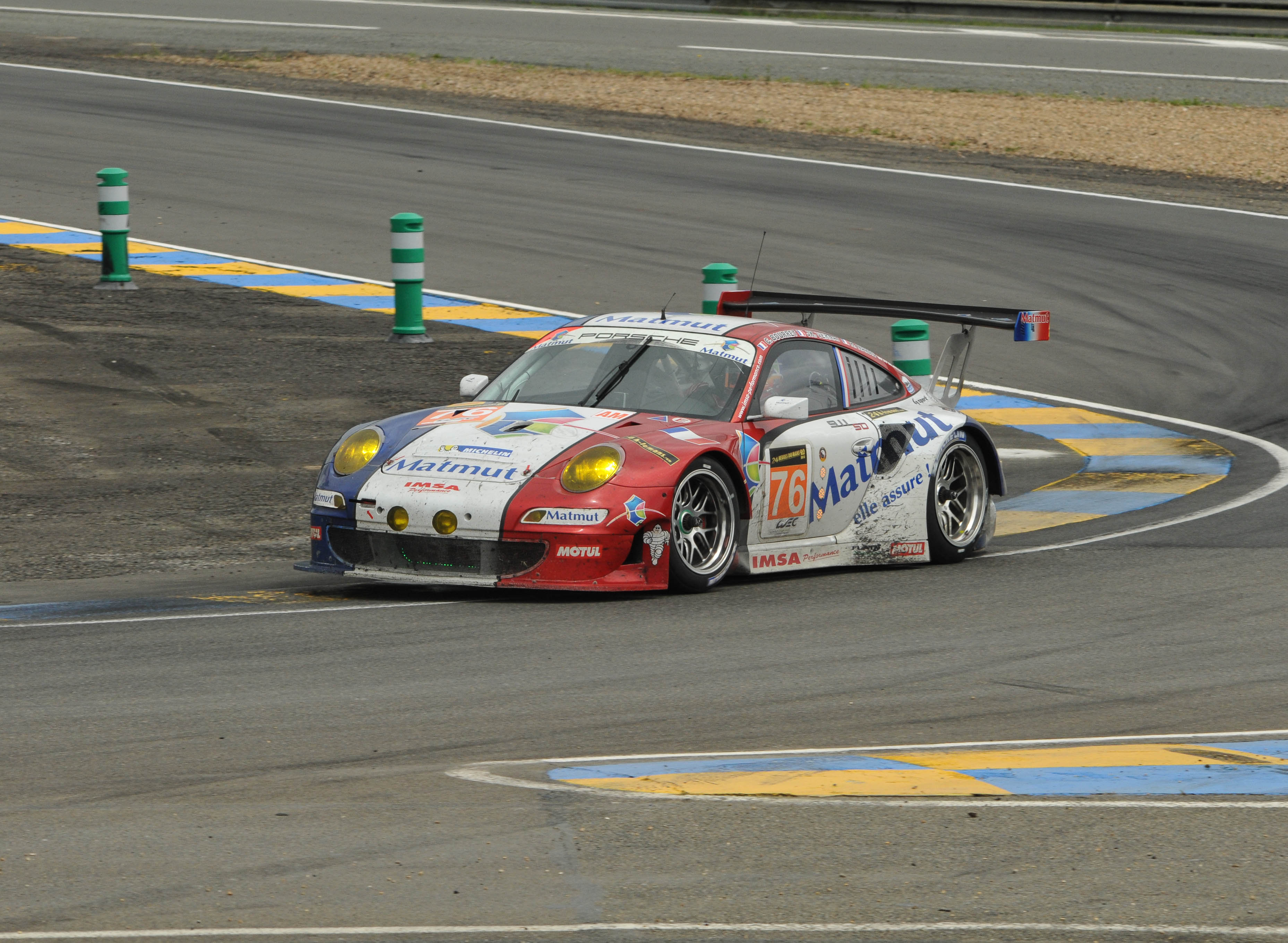
Jean-Karl Vernay durante la 24 Ore di Le Mans 2013

Pur avendo vinto la Indy Lights non riesce a procurarsi un sedile per l'IndyCar Series, per questo Vernay decide di passare alle corse di durata. Nel 2012, durante la 12 Ore di Sebring 2012 esordisce nel Campionato del mondo endurance guidando la Ferrari 458 Italia GT2. L'anno seguente si lega al team IMSA Performance Matmut partecipando al intera stagione del WEC nella classe GT Am con la Porsche 911 GT3 RSR. Durante la stagione insieme ai compagni, Raymond Narac e Christophe Bourret, otteiene la vittoria di classe nella 24 Ore di Le Mans.
Nel 2014 il pilota francese corre part-time nel Super GT e nel GT Asia Series. L'anno seguente si unisce al Audi correndo la Blancpain Endurance Series. Nel 2016 passa al TCR International Series con la Volkswagen Golf GTI TCR del team Leopard Racing. Al suo primo anno nella serie ottiene tre vittorie e chiude terzo in classifica piloti dietro a Stefano Comini e James Nash.
Rimasto nel TCR anche nel 2017 sempre con il team Leopard a cui si aggiunge il supporto del Team WRT. Vernay ottiene due vittorie e si laurea campione nella serie davanti ad Attila Tassi. Risultato che ripete anche nel 2018 davanti a Mikel Azcona.
Negli anni seguenti, partecipa al WTCR dove ottiene due terzi posti nel 2020 e nel 2021. Nel 2022 ottiene il secondo posto di classe nella 24 Ore del Nürburgring.

### Hypercar

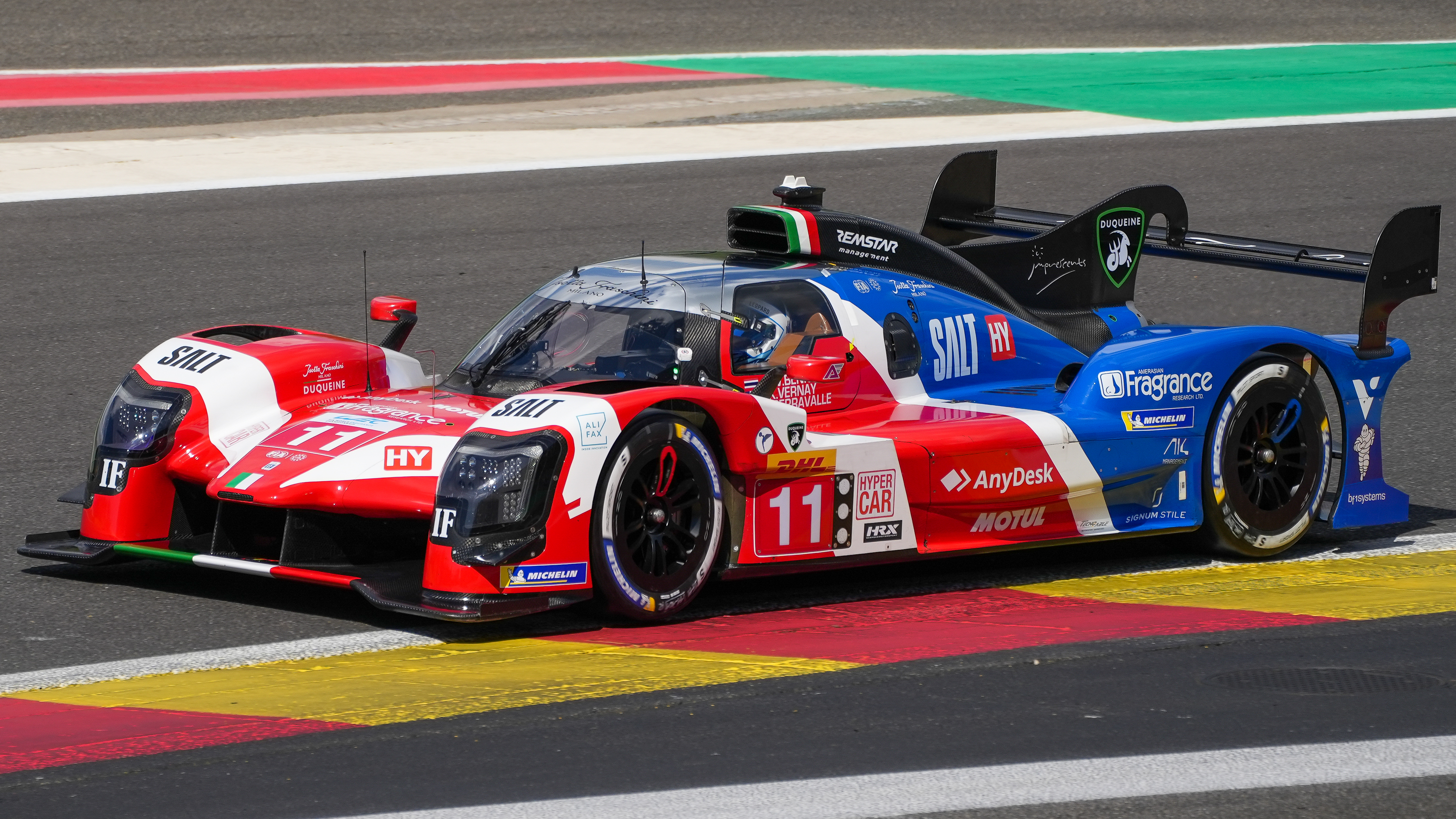
L'Isotta Fraschini Tipo 6 LMH-C di Vernay durante la 6 ore di Spa 2024

Nel 2023, Vernay diventa collaudatore per il marchio italiano, Isotta Fraschini. Nel giugno dello stesso anno porta in pista l'Isotta Fraschini Tipo 6 LMH sul tracciato di Aragón per i primi test di collaudo. L'anno seguente viene scelto per portare nel WEC la nuova Hypercar Isotta Fraschini Tipo 6 LMH-C insieme a Carl Wattana Bennett e Antonio Serravalle. L'equipaggio riesce nella impresa di concludere la 24 Ore di Le Mans arrivando quattordicesimi in classifica assoluta. Purtroppo, il marchio italiano, prima della gara, Lone Star Le Mans annuncia la chiusura anticipata della stagione 2024 saltando gli ultimi tre eventi dell'anno.

## Risultati

### Risultati nel Campionato del mondo endurance
| Anno    | Squadra                 | Classe    | Vettura                       | SEB | SPA | LMS | SIL | SÃO | BHR | FUJ | SHA | Punti | Pos. |
| ------- | ----------------------- | --------- | ----------------------------- | --- | --- | --- | --- | --- | --- | --- | --- | ----- | ---- |
| 2012    | Luxury Racing           | LMGTE Pro | Ferrari 458 Italia GT2        | Rit |     |     |     |     |     |     |     | 0     | NC   |
| Anno    | Squadra                 | Classe    | Vettura                       | SIL | SPA | LMS | SÃO | COA | FUJ | SHA | BHR | Punti | Pos. |
| 2013    | IMSA Performance Matmut | LMGTE Am  | Porsche 911 GT3 RSR           | 7   | 6   | 1   | 4   | 3   | 5   | 2   | 6   | 122   | 3º   |
| Anno    | Squadra                 | Classe    | Vettura                       | QAT | IMO | SPA | LMS | SÃO | COA | FUJ | BHR | Punti | Pos. |
| 2024    | Isotta Fraschini        | Hypercar  | Isotta Fraschini Tipo 6 LMH-C | Rit | 17  | 15  | 13  | Rit |     |     |     | 0     | 33°  |
| Legenda |                         |           |                               |     |     |     |     |     |     |     |     |       |      |

* Stagione in corso.

### Risultati nella 24 Ore di Le Mans
| Anno | Team                    | Co-pilota                               | Vettura                   | Classe   | Giri | Pos. | Class Pos. |
| ---- | ----------------------- | --------------------------------------- | ------------------------- | -------- | ---- | ---- | ---------- |
| 2013 | IMSA Performance Matmut | Raymond Narac Christophe Bourret        | Porsche 911 GT3 RSR       | LMGTE Am | 306  | 25º  | 1º         |
| 2024 | Isotta Fraschini        | Carl Wattana Bennett Antonio Serravalle | Isotta Fraschini Tipo 6-C | Hypercar | 302  | 14º  | 14º        |

### Pure ETCR /  ETCR
| Anno    | Squadra              | Vettura                 | ITA | SPA | DAN | UNG | FRA |     | Punti | Pos. |
| ------- | -------------------- | ----------------------- | --- | --- | --- | --- | --- | --- | ----- | ---- |
| 2021    | Hyundai Motorsport N | Hyundai Veloster N ETCR | 2   | 4   | 4   | 4   | 1   |     | 316   | 2°   |
| Anno    | Squadra              | Vettura                 | FRA | UNG | SPA | BEL | ITA | GER | Punti | Pos. |
| 2022    | Hyundai Motorsport N | Hyundai Veloster N ETCR | 7   | 9   | 11  | 6   | 7   | 11  | 254   | 8°   |
| Legenda |                      |                         |     |     |     |     |     |     |       |      |

## Palmarès
- 1  24 ore di Le Mans
2013 (categoria LMGTE Am) su Porsche 997 GT3-RSR[5]
- 2  TCR International Series
2017 su Volkswagen Golf GTI TCR[6]
2018 su Audi RS 3 LMS TCR[7]
- 1  Porsche Carrera Cup France
2012 su Porsche 911 GT3
- 1 Indy Lights
2010
- 1  Formula Campus
2005